# John Anthony Brooks
John Anthony Brooks (Berlim, 28 de janeiro de 1993), é um futebolista alemão com nacionalidade norte-americana que atua como zagueiro. Atualmente defende o Hertha Berlim.

## Carreira
Brooks começou a carreira no Hertha Berlim.

## Seleção Estadunidense
Brooks detém cidadania alemã e norte-americana. Tem participado em vários jogos, tanto pela equipe Sub-20 e Sub-23 dos Estados Unidos, bem como pela equipe Sub-20 da Alemanha. Ele fez sua estreia internacional pela equipe Sub-20 dos EUA em uma derrota por 5 a 0 contra o Paraguai em setembro de 2010. Em julho de 2013, a kicker, revista alemã, indicou que ele havia recebido uma convocação da seleção principal dos EUA para a disputa de um amistoso contra a Bósnia e Herzegovina. Brooks fez sua estréia pela Seleção Principal na vitória por 4 a 3 sobre a Bósnia.
Brooks foi convocado pelo técnico Jürgen Klinsmann para a disputa da Copa do Mundo FIFA de 2014. Na partida de estreia contra Gana, ele substituiu no intervalo o lesionado Matt Besler e marcou o gol da vitória por 2 a 1.

## Títulos
Benfica
- Primeira Liga: 2022–23